# Chiapas FC
Chiapas Fútbol Club, eller bara Jaguares, är en mexikansk fotbollsklubb från Primera División de México. Jaguares arena Estadio Víctor Manuel Reyna byggdes 1982 och hade en publikkapacitet på futtiga 6,000 platser. Men 2002 byggdes arenan om och numera är den maximala publikkapaciteten uppe i 25,000.
Chiapas grundades 2002 och deras första match var mot Tigres, där laget förlorade med 3-1. Argentinaren Lucio Filomeno gjorde klubbens allra första mål.